# سازاغل
سازاغل (بالفارسية: سازاغل) هي قرية تقع في قسم آواجيق الجنوبي الريفي (مقاطعة تشالدران) في إيران. يقدر عدد سكانها بـ 109 نسمة بحسب إحصاء 2016.